# طراحی بازی ویدئویی
طراحی بازی ویدئویی (به انگلیسی: Video Game Designing) یکی از مراحل زیرمجموعه توسعه بازی‌های ویدئویی است که فرایند طراحی اصول و محتوای یک بازی و همچنین چگونگی قوانین آن را مشتمل می‌شود. تمام این مراحل، جزئی از بخش پیش‌تولید یک بازی ویدئویی است. در این مرحله از توسعه بازی، طراح، به طراحی گیم‌پلی، محیط عمومی بازی، داستان و طراحی شخصیت‌ها پرداخته و برداشت اولیه خود را از بازی ویدئویی، با کمک ابزارهایی که در اختیار دارد عملیاتی می‌کند. این حرفه، دارای مهارت‌های تخصصی است.
طراح یک بازی ویدئویی بسیار متشابه به کارگردان یک فیلم سینمایی است؛ طراحان، رویاپردازان (تصورکننده‌های) بازی هستند و عناصر هنری و تکنیکی بازی را در راستای به حقیقت پیوستن تصورشان، کنترل می‌کنند. طراحی بازی ویدئویی علاوه بر مهارت‌های داستان‌نویسی به تسلط تکنیکی و هنری نیز احتیاج دارد. معمولاً به طراحی بازی‌های ویدئویی، در صنعت بازی‌های ویدئویی، «طراحی بازی» گفته می‌شود که درجاهای دیگر عبارت عام تری است.
گاهی برنامه نویسان بازی‌های ویدئویی تمام اعضای تیم طراحی را هم تشکیل می‌دهند. این حالت، شامل حال طراحان معروفی از جمله سید مایر، جان رومرو، کریس سایر و ویل رایت شده‌است. استثناء قابل توجهی دربارهٔ این سیاست کمپانی کلکو بود که از ابتدای کارش وظیفهٔ طراحی و برنامه‌نویسی را از یکدیگر جدا کرد.
هرچه بازی‌ها پیچیده‌تر و کامپیوترها و کنسول‌های بازی قدرتمندتر شدند، شغل طراح بازی از برنامه‌نویس کل (هادی) سوا شد. طولی نکشید تا پیچیدگی بازی‌های کامپیوتری نیازمند اعضای تیم متمرکز بر طراحی بازی بود. بسیاری از پیشکسوتان، طراحی بازی را انتخاب و برنامه‌نویسی را به دیگران واگذار کرده و آن وظایف را به عهدهٔ دیگران گذاشتند.
تعداد طراحان بازی‌های بسیار پیچیده، از جمله MMORPGها (بازی‌های عظیم آنلاین چندنفرهٔ نقش آفرینی)، بازی‌های اکشن پرهزینه یا بازی‌های ورزشی می‌تواند به ده‌ها نفر نیز برسد. در این شرایط، معمولاً یک یا دو طراح اصلی و بسیاری طراح کارآموز در تیم وجود دارند که زیرمجموعه‌ها و زیر سیستم‌ها (سیستم‌های داخلی) بازی را مشخص می‌کنند. در کمپانی‌های بزرگتر مانند Electronic Arts هر بخش جدا از بازی (کنترل، طراحی مرحله) می‌تواند تولیدکننده، طراح اصلی و تعدادی طراح معمولی جداگانه داشته باشد. آن‌ها حتی ممکن است طرحی برای بازی ارائه دهند.

## تاریخچه
در ابتدای تاریخچهٔ بازی‌های ویدئویی، فرایند طراحی، ساخت و توسعه یک بازی ویدئویی توسط برنامه‌نویسان معمولی و غیر متخصص انجام می‌شد. این فعالیت‌ها به صورت فردی انجام می‌شد که برآیند آن، یک محصول با خروجی سرگرم‌کننده بود. اما این فعالیت‌ها از دههٔ ۱۹۷۰ به بعد، شکل حرفه‌ای به خود گرفت و اشخاص طراح بازی، به صورت تخصصی و حرف‌ای به طراحی بازی پرداختند و گروه‌های طراحی بازی تشکیل دادند. از نخستین طراحان بازی‌های ویدئویی که به شکل تخصصی مبادرت به طراحی بازی ورزیدند، سید میر، جان رومرو، کریس سویر و ویل رایت بودند.
با اقبال عمومی بیشتر نسبت به این محصولات، روند تکامل و پیچیده شدن طراحی و ساخت بازی‌های ویدئویی شدت یافت و بخش‌های طراحی، ساخت و توسعه یک بازی از یکدیگر تفکیک و هریک از بخش‌ها توسط افراد متخصص در همان بخش انجام شد و این کار به تکامل بازی‌های ویدئویی کمک بزرگی کرد. این کار سبب ایجاد تخصص‌های جدیدی در این حرفه شد و طراحی بازی را به شکل گروهی سوق داد. امروزه، بسیار نادر است که تمامی فرایند ساخت یک بازی ویدئویی توسط یک شخص انجام شود و فقط محدود به بازی‌های ساده می‌شود. بیشینهٔ بازی‌های ویدئویی تولید شده در دنیای کنونی، بازی‌های بسیار پیچیده و با فرایند ساخت طولانی است که برای کنسول‌های جدید و با پردازشگرهای قدرتمند ساخته می‌شود که انجام مراحل توسعه و ساخت بازی را به شکل انفرادی ناممکن می‌کند.
طراحی و ساخت بازی، اکنون یک صنعت پرسود و با بهرهٔ اقتصادی بالا است و شرکت‌های تخصصی فراوانی را در سرتاسر جهان ایجاد نموده که با صرف بودجه‌های کلان، به سودهای سرشاری می‌اندیشند. شرکت‌های طراحی و ساخت بازی، ممکن است تمامی فعالیت‌های بازی‌سازی، مانند طراحی، ساخت، توسعه و عرضه آن را در چارت سازمانی خود داشته باشند یا برای این فعالیت‌ها، با کمک شرکت‌ها یا گروه‌های تخصصی‌تر بازی خود را عرضه کنند.

## بررسی اجمالی
طراحی بازی ویدئویی با یک ایده آغاز می‌شود که معمولاً تغییری در یک مفهوم موجود می‌باشد. ایدهٔ بازی ممکن است در دستهٔ یک یا چند ژانر قرار بگیرد. طراحان گاهی با ترکیب ژانرها آزمایش می‌کنند. طراح بازی معمولاً یک سند پیشنهادی اولیه که حاوی مفاهیم، گیم پلی، فهرست خصوصیات، ساختار و داستان، مخاطبین موردنظر، لزومات و برنامه‌ریزی زمانی، پرسنل و تخمین بودجه می‌باشد را تهیه می‌کند.
تصمیمات بسیاری دربارهٔ طرح بازی در طول توسعهٔ یک بازی گرفته می‌شوند؛ این مسئولیت بر عهدهٔ طراح است که تصمیم بگیرد چه عناصری باید نسبت به تداول با نگرش بازی، بودجه یا محدودیت‌های سخت‌افزاری و… پیاده‌سازی شوند. تغییرات طراحی می‌توانند تأثیرات مثبت یا منفی چشمگیری بر منابع مورد نیاز داشته باشند.
طراح شاید از زبان‌های کدنویسی استفاده کند تا ایده‌های طراحی را اجرا و بازبینی کند بدون اینکه لزوماً بخواهد کد منبع بازی را تغییر بدهد.
یک طراح بازی اغلب بازی‌های ویدئویی و دموها را بازی می‌کند تا در جریان توسعهٔ بازار بازی باشد.
برای نام یک طراح بازی طبیعی است که نقش او در (ساخت) بازی منحرفانه و بیهوده اغراق شود و بقیهٔ اعضای تیم توسعه نادیده گرفته بشوند.
از آنجایی که بیشتر بازی‌های ویدئویی بازاری محور هستند (برای منفعت مالی ساخته شده‌اند)، ناشران سرمایه‌گذار در بازی‌های ویدئویی که ممکن است توقعات خاصی از یک بازی داشته باشند نیز باید در جریان کار قرار بگیرند. اما با این حال اگر مشکلات مالی باعث تغییر و تحول تصمیمات طراح نشوند، بازی ویدئویی طراح محور یا طراحی محور خواهد شد؛ تعداد کمی از بازی‌ها به دلیل کمبود سرمایه این‌گونه طراحی می‌شوند. از طرفی یک بازی می‌تواند فناوری محور باشد تا، مثل بازی Quake (1996)، دست‌آورد سخت‌افزاری خاصی را به نمایش یا موتور بازی را عرضه و به فروش بگذارد. درنهایت، یک بازی می‌تواند هنر محور باشد تا اساساً، مثل بازی Myst (1993)، جلوه‌های تصویری جذاب که توسط هنرمندان طراحی شده‌اند را به نمایش بکشد.
برایان ساتن اسمیت در کتاب The study of Games (1971) می‌نویسد:
| « | هر فرد بازی‌ها را به شیوهٔ خود تعریف می‌کند؛ انسان شناسان و فرهنگ شناسان در چهارچوب ریشه‌های تاریخی بازی؛ مردان نظامی، تاجران و فرهیختگان در چهارچوب کاربردی بازی؛ جامعه شناسان در چهارچوب عملکردهای روان شناختی و اجتماعی. در مجموع مدارک فراوانی وجود دارند که معنی بازی، عملکرد ایده‌های کسانی است که به آن ایده‌ها فکر می‌کنند. طراح بازی درست مثل طراح گرافیکی، طراح صنعتی یا معمار نوع خاصی از طراح است. طراح بازی، لزوماً یک برنامه‌نویس، طراح بصری یا مدیر پروژه نیست (با وجود اینکه گاهی می‌تواند نقش‌های متفاوتی در ساخت بازی ایفا کند). طراح بازی می‌تواند تنها کار کند یا عضوی در گروه بزرگی از طراحان باشد. طراح بازی ممکن است یک بازی کارتی، اجتماعی، ویدئویی یا هر نوع دیگری از بازی را بسازد. تمرکز طراح بازی روی طراحی گیم پلی و طراحی و تجسم قوانین و ساختارهایی است که تجربه‌ای را برای بازیکنان به ارمغان می‌آورد. درنتیجه طراحی بازی قانوناً به تمرکز روی خود بازی‌ها و نه چیز دیگری احتیاج دارد. هدف ما این است که بازی‌ها را در فضای منظم و قانونمند خودشان مطالعه کنیم به جای اینکه بخواهیم بازی‌ها را در خدمت مبحث دیگری از قبیل جامعه‌شناسی، انتقاد مستقیم یا علوم کامپیوتری بکار بگیریم؛ زیرا طراحی بازی یک رشتهٔ درحال ظهور است؛ ما گاهی مباحثی را از دیگر اقسام دانش قرض می‌گیریم (از ریاضیات، علوم تجربی، نمادشناسی، مطالعات فرهنگی و…). ممکن است که ما با شیوه‌های آنچنان صحیحی این مباحث را قرض نگیریم، اما اینکار را در راستای کمک به توسعهٔ مناسب رشتهٔ طراحی بازی انجام می‌دهیم. | » |

## طراح بازی
طراح بازی شخصی است که گیم پلی را طراحی می‌کند در حالی که قوانین و ساختارهای یک بازی را طراحی کرده و آن را تجسم می‌کند. بسیاری از طراحان حرفهٔ خود را از دپارتمان‌های تست کردن، نقش‌های دیگر در توسعهٔ بازی یا در شرایط کلاس‌های آموزشی شروع می‌کنند که اشتباهات دیگران دست اول مشاهده می‌شود.
- طراح اصلی: کار دیگر طراحان را سامان می‌دهد و ایده پرداز اصلی بازی است. طراح اصلی از ارتباط تیمی اطمینان حاصل می‌کند، تصمیمات عظیم و مهم در زمینهٔ طراحی می‌گیرد و طرح را به افراد بیرون گروه ارائه می‌دهد. اغلب طراح اصلی از نظر هنری و تکنیکی زیرک و تیزبین است. ساخت و به خوبی ارائه کردن مدارک و اسناد نیز میان وظایف طراح اصلی قرار می‌گیرد. طراح اصلی ممکن است بنیان‌گذار یک کمپانی بازی ویدئویی یا کارمند ترفیع گرفتهٔ آن مؤسسه باشد.
- مکانیک‌های بازی: طراح یا طراح سیستم، قوانین بازی را متعادل و طراحی می‌کند.
- طراح مرحله یا طراح محیط: مقامی است که در چند سال اخیر مورد اهمیت قرار گرفته‌است. طراح مرحله شخصی است که مسئول ساخت محیط بازی، مراحل و مأموریت‌ها می‌باشد.

### درآمد
در سال ۲۰۱۰، طراح بازی با بیش از شش سال تجربه به صورت میانگین ۶۵٬۰۰۰$، با سه تا شش سال تجربه ۵۴٬۰۰۰$ و با کمتر از سه سال تجربه ۴۴٬۰۰۰$ همچنین طراحان اصلی بازی با بیش از شش سال تجربه ۹۵٬۰۰۰$ و با سه تا شش سال تجربه ۷۵٬۰۰۰$ درآمد داشته‌اند. در سال ۲۰۱۳، طراح بازی با کمتراز سه سال تجربه به‌طور میانگین ۵۵٬۰۰۰$ و طراح بازی با بیش از شش سال تجربه به‌طور میانگین ۱۰۵٬۰۰۰$ کسب درآمد کرده‌است. میانگین حقوق این طراحان بسته به کشور و منطقهٔ آن‌ها متفاوت است. از سال ۲۰۱۵ درآمد کارکنان باتجربه به تقریباً ۸۷٬۰۰۰$ تغییر یافته‌است.

## رشته‌ها

### طراحی جهان
طراحی جهان ساختن داستان، تنظیمات و حال و اوضاع برای بازی را شامل می‌شود، معمولاً توسط طراح اصلی پیاده‌سازی می‌شود.

### طراحی سیستم
طراحی سیستم ساختن قوانین بازی و پیاده‌سازی الگوهای ریاضی در بازی می‌باشد.

### طراحی محتوا
طراحی محتوا ساختن شخصیت‌ها، اشیاء، پیچ و خم‌ها و مأموریت‌های بازی است.
تعریف دوم طراحی محتوا، ساخت هر جنبه‌ای است که بازی برای عملکرد مناسب و داشتن استاندارد «محصول حداقل ماندنی» نیازی به آن‌ها ندارد. محتوا در اصل پیچیدگی اضافه شده به یک محصول حداقل ماندنی است تا ارزش آن را افزایش دهد. یک مثال خوب برای این مورد، فهرست آیتم‌ها در بازی فاینال فانتزی است. هیچ‌یک از آیتم‌ها برای درست کار کردن بازی ضروری نیستند، اما درکل، داشتن آن‌ها به بازی ارزش و پیچیدگی می‌بخشد.

### نوشتن بازی
نوشتن بازی شامل نوشتن دیالوگ، متن و داستان بازی می‌شود.
نوشتن در بازی‌ها همچنین شامل عناصری می‌شود که ادبیات با آن‌ها بیان می‌شود. صداپیشگی، آرایه‌ها و موسیقی متن همگی از عناصر نوشتن بازی هستند.

### طراحی مرحله
طراحی مرحله تولید مراحل جهانی و ویژگی‌های آنهاست.
طراحی مرحله برای خلق یک جهان بازی از رشته‌های مختلف متعددی استفاده می‌کند. نورپردازی، فضا، فریم بندی، رنگ، کنتراست برای جلب توجه بازیکن بکار می‌روند. طراح بعداً می‌تواند از این عناصر برای راهنمایی و جهت دهی بازیکن در مسیر مشخص استفاده کند یا او را گمراه کند.

### طراحی رابط/تجربه کاربری
طراح رابط کاربری اعمال متقابل کاربر و رابط بازخورد (مثل منوها یا HUDها) را می‌سازد.
رابط کاربری، طراحی مکانیکی بازی را نیز شامل می‌شود. تصمیم‌گیری در مورد اینکه چه مقدار از اطلاعات را باید به بازیکن داد و چگونه یک طراح اجازه دارد تا بازیکن را در مورد جهان مطلع سازد یا شاید او را غیرمطلع به حال خود رها کند. این تصمیمات درحالی که مستقیمأ بازیکن را با روش‌های واضح و قابل توجه هدایت می‌کنند، تأثیر عمیقی روی حال و هوای بازی دارند.

### طراحی صدا
طراحی صدا درگیر روال ساخت یا دربرگیری تمام صداهای داخل بازی مانند صداپیشگی یا افکت‌های صوتی می‌باشد.

## عناصر بازی

### راوی گری
بسیاری از بازی‌ها دارای عناصر روایی هستند که مفهومی به لحظات داخل بازی می‌دهند. فعالیت بازی کردن را کمتر انتزاعی جلوه می‌دهد و ارزش‌های سرگرم‌کنندگی بازی را افزایش می‌دهند. البته عناصر روایی همیشه در صحنه واضح نیستند یا اصلاً حضور ندارند. نسخهٔ اصلی بازی تتریس نمونهٔ یک بازی ظاهراً بی روایت است. قابل ذکر است که برخی روایت شناسان اعتقاد دارند که تمام بازی‌ها عنصر راوی‌گری دارند. بعضی‌ها پا را فراتر می‌گذارند و معتقدند که بازی‌ها لزوماً نوعی روایت هستند. روایت عملاً می‌تواند نقطهٔ شروعی برای توسعهٔ یک بازی باشد یا ممکن است به طرحی اضافه شود که در ابتدا یک سری از مکانیک‌های بازی بوده‌است.

### روند بازی
روند بازی یا گیم‌پلی جنبه‌های فعل و انفعالاتی در طراحی بازی ویدئویی است. گیم پلی شامل تعامل بازیکن با بازی ویدئویی (معمولاً برای اهداف سرگرم‌کننده یا آموزشی) می‌شود.

## روال طراحی

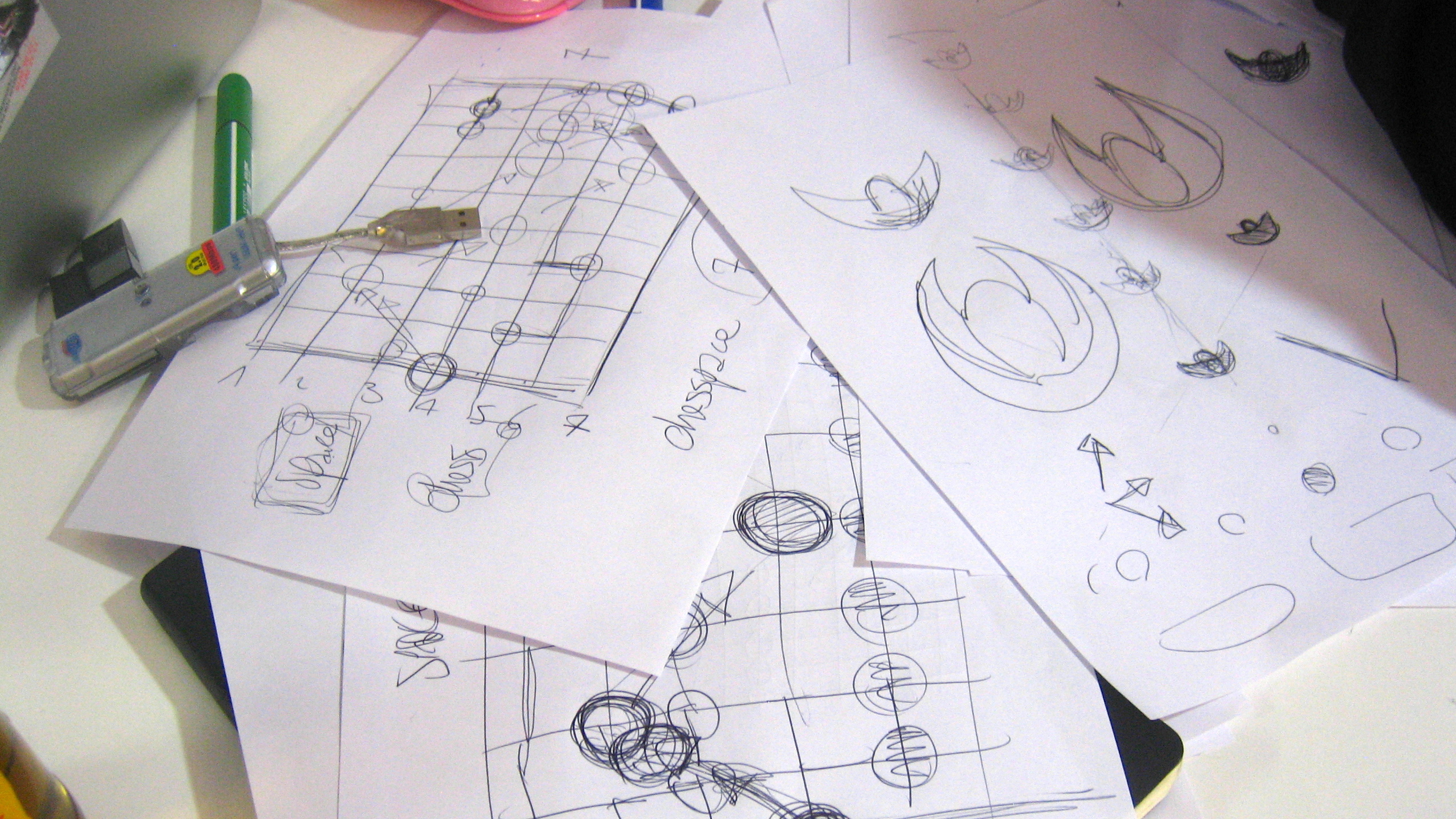
طراحی های اولیه بازی بر روی کاغذ.

روال طراحی نسبت به طراحان مختلف، متغیر است و کمپانی‌ها روندها و فلسفه‌های رسمی متفاوتی دارند.
«دفترچه یادداشت» فرایندی است پیش پا افتاده، که شروع کار با یک مفهوم یا بازی از پیش کامل شده و سپس ساخت یک سند طراحی از آن قسمت می‌باشد. این سند، به عنوان منبع مرکزی اعضای تیم توسعه و برای مشخص‌سازی طرح کامل بازی و عملیات‌های آن تشکیل شده‌است. این سند به‌طور ایدئال باید با رشد بازی در طی روند تولید، بروزرسانی شود.
از طراحان بارها انتظار می‌رود که نقش‌های چندگانه‌ای را در طبیعت گستردهٔ در حال تغییر بر عهده بگیرند. به عنوان مثال، استفاده از ابزار و موتورهای پیش‌ساخته از جمله یونیتی (Unity)، گیم میکر (Game Maker)، گودت (Godot) یا کانستراکت (Construct) می‌تواند به نمونه‌سازی مفاهیم کمک کند. طراحی مرحله ممکن است ابتدا روی کاغذ و دوباره با استفاده از یک نرم‌افزار طراحی سه بعدی در موتور بازی انجام شود. طراح برای طراحی عناصری مانند هوش مصنوعی، صحنه‌ها، فرایندهای محیط، رفتارها و افکت‌های بسیار که می‌خواهد بدون کمک برنامه‌نویس تنظیم کند، از زبان‌های برنامه‌نویسی استفاده می‌کند. مفاهیم دکور، داستان و شخصیت‌ها به روند تحقیقاتی و نوشتاری نیاز دارند. طراحان شاید تست تمرکز، هنر نوشتاری و لیست‌های تنظیمات صوتی را پیش‌بینی کنند و مستندات بازی را بنویسند. طراحان به‌طور ایدئال علاوه بر دیگر مهارت‌های ذکرشده، با دیگران نیز به خوبی ارتباط برقرار می‌کنند و توانایی برآورده کردن مناسب مسئولیت‌ها و توجه بالا به جزئیات را دارند.
تأیید طرح در بخش تبلیغاتی، روندی پیوسته از مراحل ابتدایی تا مرحلهٔ پایانی عرضهٔ بازی است.
وقتی یک پروژهٔ جدید در حال بررسی شدن است (چه داخلی و چه در نتیجهٔ مذاکرات با یک ناشر)، ممکن است از طراح درخواست شود تا برگه‌ای حاوی مفاهیم کوتاه، همراه با یک یا دو صفحه از ویژگی‌های مشخص از جمله مخاطب بازی، پلتفرم (سیستمی که بازی را اجرا خواهد کرد) و دیگر جزئیات بنویسد. طراحان ابتدا مدیران بخش‌های دیگر را ملاقات خواهند کرد تا دربارهٔ امکان اختصاص دادن زمان، زمینه و بودجه کافی به بازی توافق کنند. اگر درخواست به تأیید رسید، اهداف ابتدایی روی ساخت یک سند طراحی کامل متمرکز خواهند شد. برخی توسعه دهندگان قبل از نوشته شدن سند طراحی، از یک مرحلهٔ نمونه‌گیری اولیه حمایت می‌کنند تا ایده‌های تازه را قبل از پیوستن به طرح، آزمایش کنند.
در طول پیشرفت تولید، از طراحان درخواست می‌شود تا تصمیمات ممتدی دربارهٔ عناصری که در طرح وجود ندارند بگیرند. پیش‌بینی عواقب این تصمیمات مشکل است و اغلب تنها بعد از پیاده‌سازی کامل است که می‌توان آن‌ها را تعیین کرد. به این عواقب، مجهولات طرح گفته می‌شود و با هرچه زودتر معلوم شدن آنها، خطرات مواجه با گروه در روند تولید کمتر خواهند شد. همچنین عوامل خارجی از جمله کمبود بودجه یا تغییر اهداف، باعث نقص در طراحی می‌شوند و همان‌طور که کمبودهای عظیم، روحیه را از پروژه می‌گیرد، نقص‌ها نیز باعث دریافت طرحی با داشتن تنها عوامل ضروری خوش ساخت خواهند شد.
طراحان با نزدیک شدن به پایان پروژه، مسئولیت دشوار اطمینان حاصل کردن از ماندگاری یکپارچگی گیم پلی در طول بازی (حتی در بازی‌های طولانی) را بر عهده می‌گیرند. این وظیفه در شرایط «خُرد سازی» (Crunch) سخت‌تر خواهد بود چرا اینکه گاهی تمام گروه تحت فشار رساندن بازی تمام شدهٔ بدون باگ به تاریخ معین شده هستند و در این حین ممکن است از گیم پلی مرکزی غافل بمانند.

## طراحان بازی ویدئویی
طراح بازی ویدئویی کسی است که طراحی کلی گیم‌پلی، محیط عمومی بازی، شخصیت‌ها و داستان آن را برعهده دارد. بسیاری از طراحان بازی کار خود را در انجام فعالیت‌هایشان به صورت آزمایشی پیگیری می‌کنند و پس از آزمون و خطاهای فراوان بخش به بخش، هر بخش از طراحی بازی را تکمیل و تأیید می‌کنند.
طراح لید یا طراح اسکلت بازی (به انگلیسی: Lead Designer)، طراح کلی بازی است که وظیفه طراحی اسکلت و کلیات یک بازی را براساس پیش‌زمینه‌های ذهنی خود از داستان یا سفارش‌های دریافت شده برعهده دارد. طراح لید، هماهنگ‌کننده تصمیم‌گیری‌های انجام شدهٔ کلان در میان افراد خارج از تیم طراحی و افراد درون تیم است و با شکل‌دهی اسکلت کلی بازی، چهارچوب طراحی را برای طراحان اصلی ایجاد می‌کند.
طراح سیستم (به انگلیسی: Systems Designer) طراح گیم‌پلی بازی و برقرارکننده توازن با سایر عناصر بازی، مانند داستان و شخصیت‌پردازی است.
طراح مرحله یا طراح محیط (به انگلیسی: Environment Designer) یکی از مهم‌ترین نقش‌ها در زمینهٔ طراحی بازی است که از کلیدی‌ترین افراد طراح در حال حاضر است. طراح مرحلهٔ بازی، وظیفه طراحی محیط و سطوح سه‌بعدی بازی و مأموریت‌های درون آن را به عهده دارد.
نویسنده (به انگلیسی: Writer) شخصی است که به شکل تخصصی به نویسندگی داستان بازی، مکالمات میان شخصیت‌ها و روایات نقل شده در بازی می‌پردازد.

## دستمزد
در سال ۲۰۱۰، دستمزد برای یک طراح بازی با بیش از شش سال تجربه، به‌طور میانگین ۶۵٬۰۰۰ دلار، با سه تا شش سال تجربهٔ کار ۵۴٬۰۰۰ دلار و با کم‌تر از سه سال تجربه کار ۴۴٬۰۰۰ دلار بوده‌است. طراحان لید با بیش از شش سال تجربه رقمی معادل ۹۵٬۰۰۰ دلار و با تجربه سه تا شش سال، ۷۵٬۰۰۰ دلار دستمزد دریافت می‌کردند.

## نقش‌ها
1. طراح لید
2. طراح سیستم
3. طراح مرحله یا طراح محیط
4. نویسنده